# Lexan
Il Lexan è una particolare resina appartenente alla famiglia dei policarbonati. La  scoperta di questo materiale polimerico avvenne nel 1953 da parte del Dr. Hermann Schnell presso la Bayer in Germania (la quale commercializza il materiale sotto la famiglia commerciale  Makrolon). Attualmente il marchio LEXAN è registrato dalla SABIC Innovative Plastics che ne detiene i diritti per la produzione.
I maggiori stabilimenti SABIC che oggi producono Lexan si trovano negli USA, in Spagna e nei Paesi Bassi.
Le applicazioni del Lexan sono tra le più svariate. Tra le tante si citano:
- Visori per caschi sportivi (sci, hockey, ecc.)
- Vetri per aerei
- Separatori
- Cartelli pubblicitari
- Bacchette per batteria
- Scudi antisommossa
- Carrozzerie per auto rc

Rispetto al plexiglas, che è un metacrilato, il Lexan presenta una maggiore elasticità e resistenza al taglio e alla penetrazione.